# 1629
| [ Edytuj tabelę ]              | |
| Król Polski                    | - 1587 Zygmunt III Waza 1632 |
| Współksiążęta Andory           | - 1627 Antonio Pérez 1633 - 1610 Ludwik XIII 1643 |
| Król Anglii i Szkocji          | - 1625 Karol I 1649 |
| Elektor Bawarii                | - 1623 Maksymilian I Bawarski 1651 |
| Elektor Brandenburgii          | - 1619 Jerzy Wilhelm 1640 |
| Sułtan Brunei                  | - 1619 Abdul Jailul Akhbar 1649 - 1625 Muhammad Ali 1660                                                                                               |
| Cesarz Chin                    | - 1627 Chongzhen 1644 |
| Król Czech                     | - 1620 Ferdynand II Habsburg 1637 |
| Król Danii                     | - 1588 Chrystian IV 1648 |
| Dalajlama                      | - 1617 Lobsang Gjaco 1682 |
| Cesarz Etiopii                 | - 1606 Susnyjos I 1632 |
| Król Francji                   | - 1610 Ludwik XIII 1643 |
| Król Gruzji                    | - 1614 Tejmuraz I 1632 |
| Król Hiszpanii                 | - 1621 Filip IV 1665 |
| Landgraf Hesji-Kassel          | - 1627 Wilhelm V Stały 1637 |
| Stadhouder Holandii            | - 1625 Fryderyk Henryk Orański 1647 |
| Szach Iranu                    | - 1587 Abbas I Wielki 1629 - 1629 Safi I 1642 |
| Państwo Wielkich Mogołów       | - 1627 Szahdżahan 1658 |
| Król Irlandii                  | - 1625 Karol I Stuart 1649 |
| Cesarz Japonii                 | - 1611 Go-Mizunoo 1629 - 1629 Meishō 1643 |
| Kalif                          | - 1623 Murad IV 1640 |
| Patriarcha Konstantynopola     | - 1623 Cyryl Lukaris 1633 |
| Władca Korei                   | - 1623 Injo 1649 |
| Książę Kurlandii i Semigalii   | - 1587 Fryderyk Kettler 1642 |
| Książę Liechtensteinu          | - 1627 Karol Euzebiusz 1684 |
| Książę Monako                  | - 1612 Honoriusz II 1662 |
| Król Nawarry                   | - 1610 Ludwik XIII 1643 |
| Król Norwegii                  | - 1588 Chrystian IV 1648 |
| Sułtan Omanu                   | - 1624 Nasir ibn Murszid 1649 |
| Elektor Palatynatu             | - 1623 Maksymilian I Bawarski 1648 |
| Papież                         | - 1623 Urban VIII 1644 |
| Książę Parmy i Piacenzy        | - 1622 Edward I 1646 |
| Król Portugalii                | - 1621 Filip III 1640 |
| Książę w Prusach               | - 1620 Jerzy Wilhelm 1640 |
| Car Rosji                      | - 1613 Michał I 1645 |
| Cesarz Rzymski (niemiecki)     | - 1619 Ferdynand II Habsburg 1637 |
| Kapitanowie Regenci San Marino | - 1628 Giuliano Belluzzi Michel Angelo Busignani 1629 - 1629 Marc'Antonio Bonetti Gian Giacomo Serafini 1629 - 1629 Orazio Belluzzi Federico Gozi 1630 |
| Elektor Saksonii               | - 1611 Jan Jerzy I Wettyn 1656 |
| Król Szwecji                   | - 1611 Gustaw II Adolf 1632 |
| Król Tajlandii                 | - 1628 Chejthathraj 1629 - 1629 Artitthayawongs 1629                                                                                                   |
| Sułtan Turków                  | - 1623 Murad IV 1640 |
| Doża Wenecji                   | - 1624 Giovanni Cornaro 1630 |
| Król Węgier                    | - 1619 Ferdynand III 1637 |
| Książęta Wirtembergii          | - 1628 Eberhard III 1674 |

Rok 1629 / MDCXXIX
stulecia: XVI wiek ~
XVII wiek ~
XVIII wiek

lata: 1619 «
1624 «
1625 «
1626 «
1627 «
1628 «
1629
» 1630
» 1631
» 1632
» 1633
» 1634
» 1639

## Wydarzenia w Polsce
- 9 stycznia-20 lutego – w Warszawie obradował sejm zwyczajny[1].
- 12 lutego – wojna polsko-szwedzka: zwycięstwo Szwedów w bitwie pod Górznem.
- 16-18 lutego – wojna polsko-szwedzka: odparcie pierwszego oblężenia Szwedów pod Toruniem bronionego przez załogę pod dowództwem płk Gerharda Doenhoffa i następnie rozbudowa fortyfikacji miasta.
- zawarto zawieszenie broni ze Szwedami trwające do 1 czerwca[2]
- na tereny Polski dociera zaraza dziesiątkująca wojska polskie i szwedzkie
- 25 czerwca – wojna polsko-szwedzka: wojska polskie (wspomagane przez posiłki cesarskie) pod dowództwem Stanisława Koniecpolskiego pokonały wojska szwedzkie w bitwie pod Trzcianą. Zniszczono wówczas niemal całą jazdę szwedzką.
- Wojska szwedzkie zdobyły Zamek w Kłajpedzie.
- 26 września – zawarto sześcioletni rozejm w Starym Targu (Altmarku) kończący wojnę polsko-szwedzką (1626–1629).
- 13 listopada-28 listopada – w Warszawie obradował sejm nadzwyczajny[3].
- Początek budowy Zamku Lubomirskich w Łańcucie.
- Flota polska odpłynęła do Wismaru.
- Reforma systemu podatkowego: zamiana poradlne na podymne (płacone od dymów = gospodarstw domowych).
- Powstał browar w Tychach.

## Wydarzenia na świecie
- 6 marca – cesarz Niemiec Ferdynand II Habsburg wydał edykt restytucyjny, na mocy którego wszystkie biskupstwa przejęte od 1552 roku przez protestantów miały powrócić w ręce katolików.
- 10 marca – król Anglii Karol I Stuart rozwiązał parlament i rozpoczął 11-letnie dyktatorskie rządy.
- 22 maja – wojna trzydziestoletnia: podpisano traktat pokojowy w Lubece na mocy którego Dania wystąpiła z koalicji antyhabsburskiej.
- 4 czerwca – holenderski galeon „Batavia” rozbił się u zachodnich wybrzeży Australii. Spośród 341 osób na pokładzie 301 udało się przedostać na okoliczne wyspy.
- 20 czerwca – I wojna o Quebec: Anglicy zdobyli Québec.
- 28 czerwca – wojna hugenocka we Francji: przywódca hugenotów Henryk de Rohan skapitulował w swej ostatniej twierdzy Alais i podpisał pokój łaski na warunkach zaproponowanych przez kardynała Armanda Jeana Richelieu.

- Nadanie nowego herbu miastu Gliwice przez cesarza Ferdynanda II.
- Początek jedenastoletniej tyranii Karola I w Anglii.

## Urodzili się
- 9 marca – Sebastian Valfrè, włoski filipin, błogosławiony katolicki (zm. 1710)
- 14 kwietnia – Christiaan Huygens, holenderski matematyk, fizyk oraz astronom (zm. 1695)
- 17 sierpnia – Jan III Sobieski, król Polski (zm. 1696)

## Zmarli
- 19 stycznia – Abbas I Wielki, szach Persji z dynastii Safawidów (ur. 1571)
- 5 maja – Szymon Szymonowic, polski poeta okresu renesansu (ur. 1558)
- 13 lipca – Caspar Bartholin starszy, duński naukowiec (ur. 1585)
- 15 listopada – Bethlen Gábor, król węgierski (ur. 1580)

## Święta ruchome
- Tłusty czwartek: 22 lutego
- Ostatki: 27 lutego
- Popielec: 28 lutego
- Niedziela Palmowa: 8 kwietnia
- Wielki Czwartek: 12 kwietnia
- Wielki Piątek: 13 kwietnia
- Wielka Sobota: 14 kwietnia
- Wielkanoc: 15 kwietnia
- Poniedziałek Wielkanocny: 16 kwietnia
- Wniebowstąpienie Pańskie: 24 maja
- Zesłanie Ducha Świętego: 3 czerwca
- Boże Ciało: 14 czerwca